# توبياس بيخ
توبياس بيخ (بالدنماركية: Tobias Bech)‏ هو لاعب كرة قدم دنماركي في مركز الوسط، ولد في 19 فبراير 2002 في Møldrup ‏ في الدنمارك. لعب مع نادي فيبورج.

## وصلات خارجية
- توبياس بيخ على موقع قاعدة بيانات كرة القدم.إي يو (الإنجليزية)
- توبياس بيخ على موقع Soccerway.com (الإنجليزية)
- توبياس بيخ على موقع عالم كرة القدم.نت (الإنجليزية)